# Opogona citrinodes
Opogona citrinodes är en fjärilsart som beskrevs av Edward Meyrick 1922. Opogona citrinodes ingår i släktet Opogona och familjen äkta malar.
Artens utbredningsområde är Fiji. Inga underarter finns listade i Catalogue of Life.